# ریفی موندوندا
ریفی موندوندا (انگلیسی: Riffi Mandanda؛ زادهٔ ۱۱ اکتبر ۱۹۹۲) بازیکن فوتبال اهل فرانسه است.
از باشگاه‌هایی که در آن بازی کرده‌است می‌توان به باشگاه فوتبال آژاکسیو و باشگاه فوتبال کان اشاره کرد.
وی همچنین در تیم‌های ملی فوتبال زیر ۱۸ سال فرانسه، زیر ۱۹ سال فرانسه، و تیم ملی پایه کنگو بازی کرده‌است.